# Ulf Schmidt (Tennisspieler)
Ulf Christian Johan „Uffe“ Schmidt (* 12. Juli 1934 in Nacka) ist ein ehemaliger schwedischer Tennisspieler.

## Karriere
Insgesamt sicherte er sich bei 14 Turnieren den Einzeltitel. Er gewann 1957 und 1961 die Swedish Open in Båstad, 1958, 1960 und 1962 siegte er in Stuttgart. 1960 sicherte er sich in Båstad auch den Doppeltitel. Zusammen mit Sven Davidson gewann er bereits 1958 die Doppelkonkurrenz in Wimbledon. Sie besiegten im Finale Ashley Cooper und Neale Fraser mit 6:4, 6:4 und 8:6.
Für Schweden trat Schmidt 102-mal im Davis Cup an (zuletzt 1964), dabei feierte er 66 Siege. Damit ist Schmidt der Spieler mit den meisten Doppelsiegen, den meisten Siegen insgesamt und den meisten bestrittenen Davis-Cup-Begegnungen.